# Deliochus pulcher
Espèce
Deliochus pulcher est une espèce d'araignées aranéomorphes de la famille des Araneidae.

## Distribution
Cette espèce est endémique du Queensland en Australie. Elle se rencontre vers Gordonvale (en).

## Description
La carapace de la femelle holotype mesure 2,1 mm de long sur 1,5 mm et l'abdomen 3,5 mm de long sur 2,3 mm.

## Liste des sous-espèces
Selon World Spider Catalog (version 24.5, 04/09/2023) :
- Deliochus pulcher melanius Rainbow, 1916
- Deliochus pulcher pulcher Rainbow, 1916

## Systématique et taxinomie
Cette espèce a été décrite par Rainbow en 1916.

## Publication originale
- Rainbow, 1916 : « Arachnida from northern Queensland. Part I. » Records of the Australian Museum, vol. 11, p. 33-64 (texte intégral).